# Bohrpfahlwand

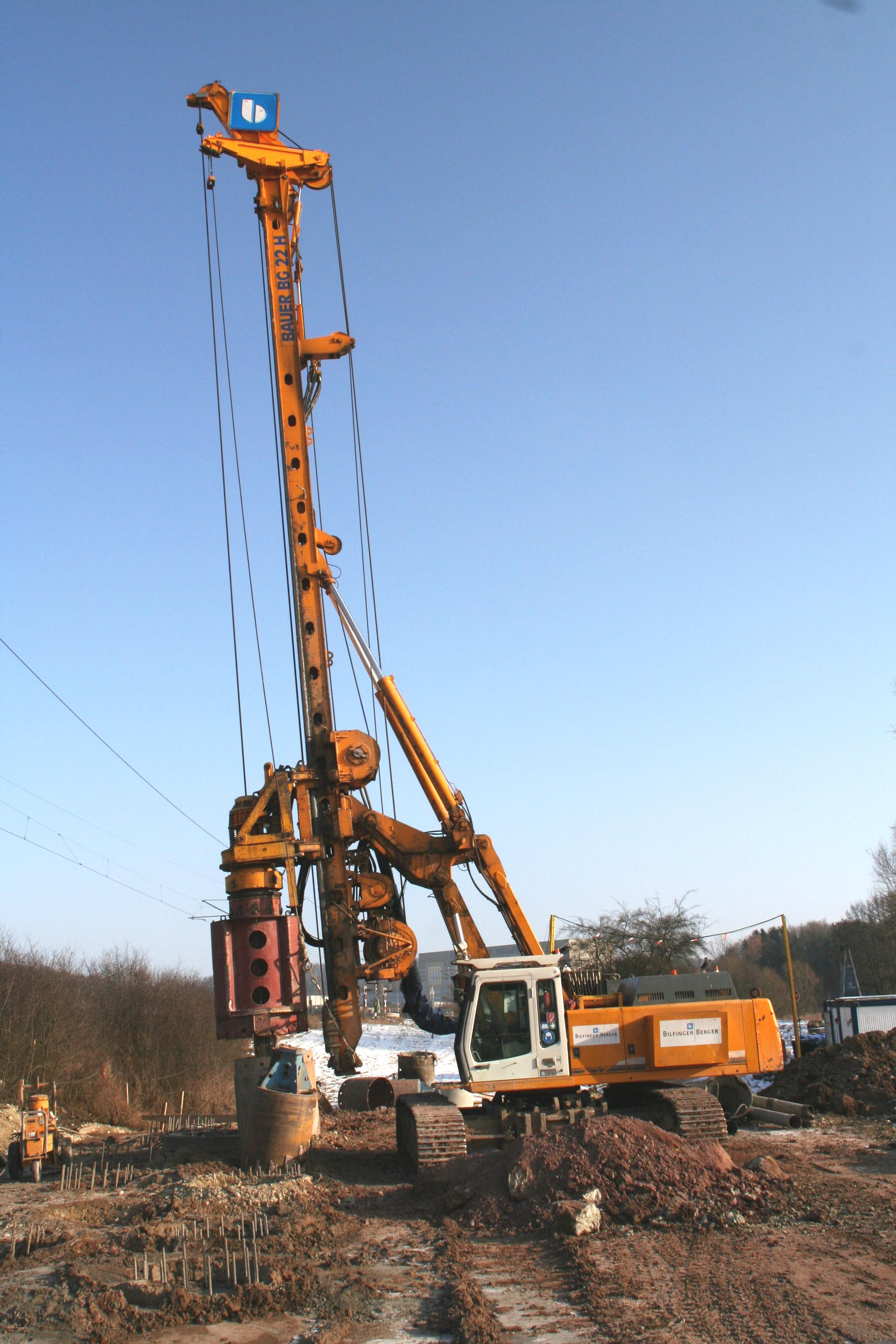
Drehbohrgerät für Bohrpfähle.

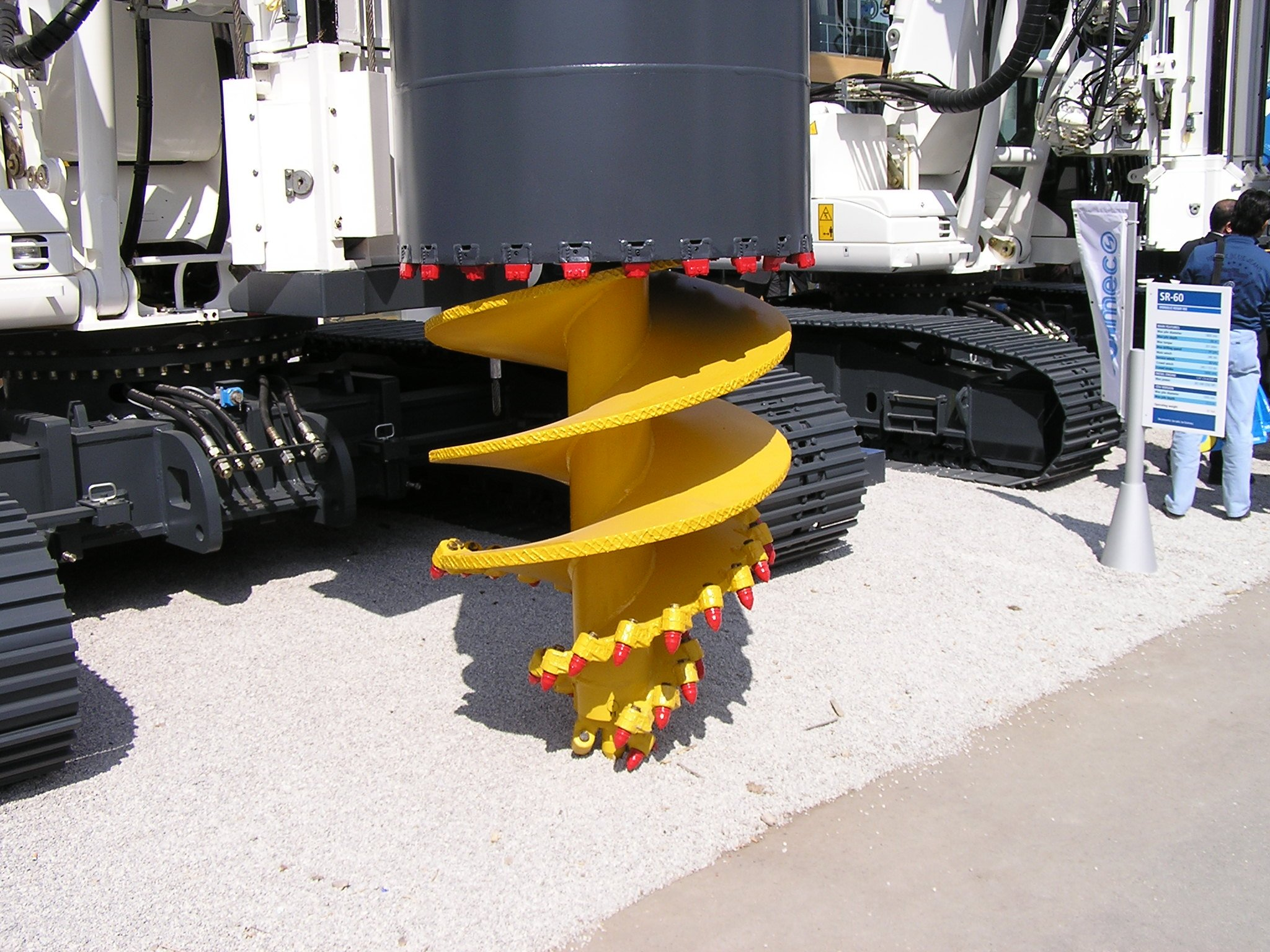
Arbeitswerkzeug eines Bohrgeräts.

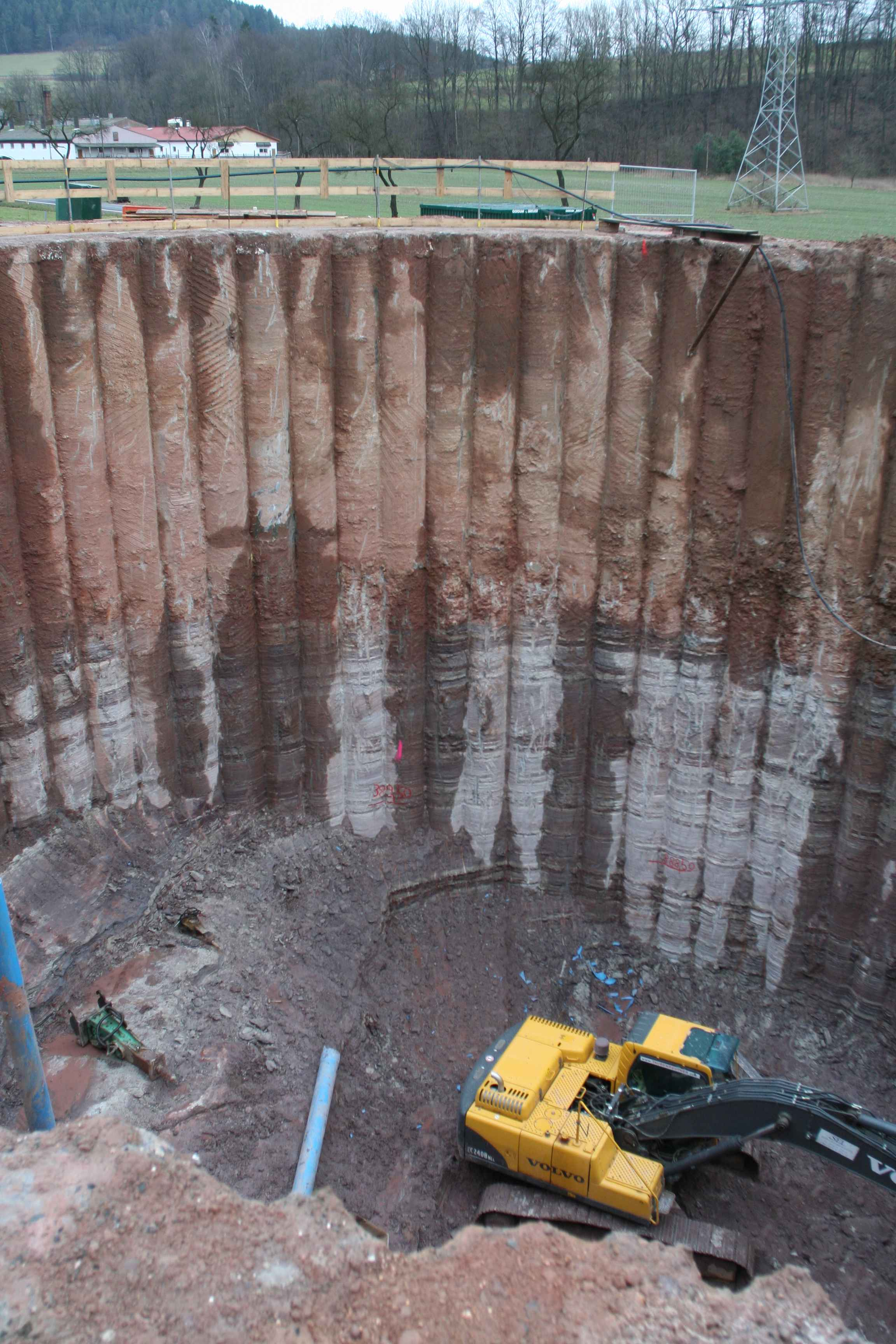
Überschnittene Bohrpfahlwand bei der Grümpentalbrücke.

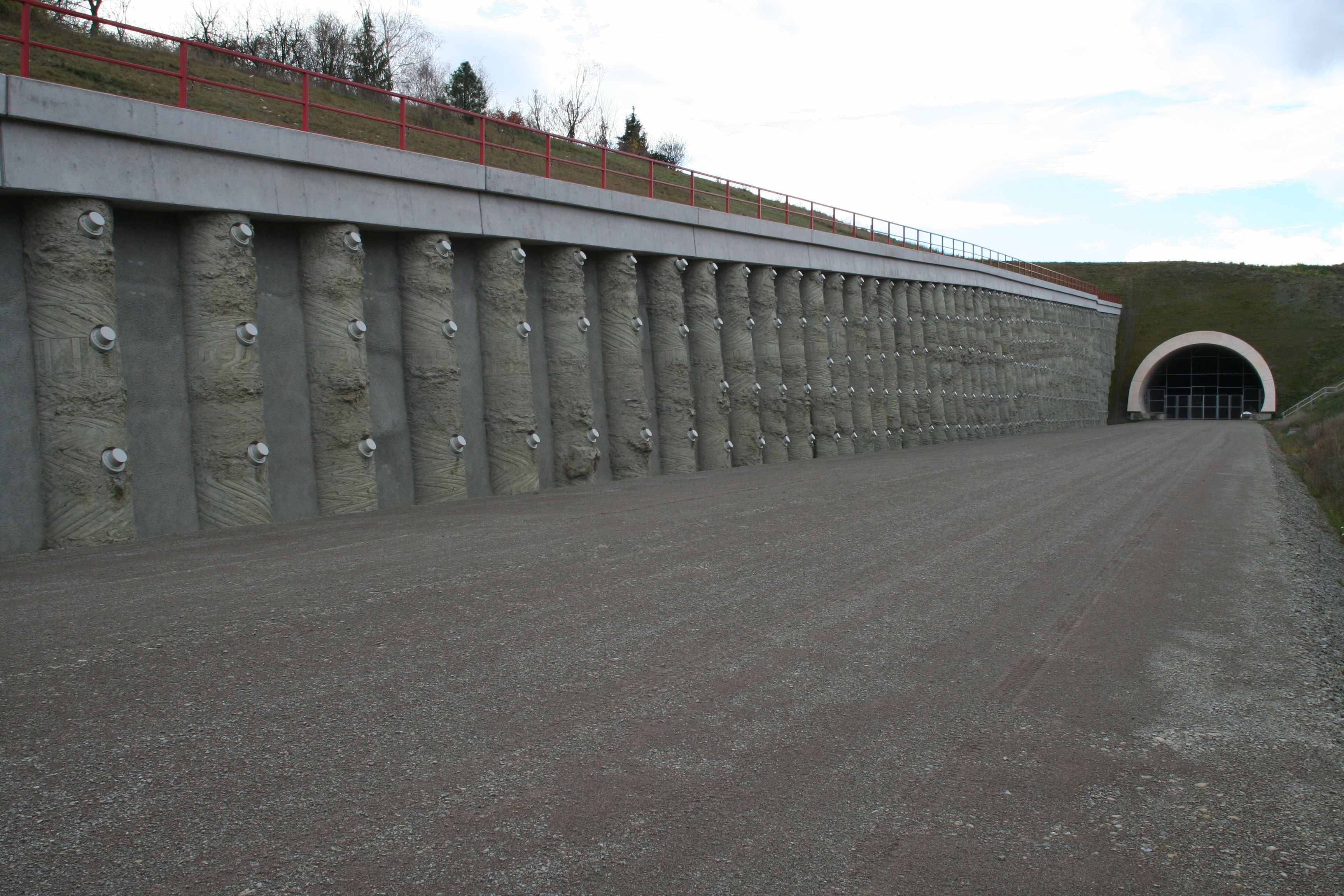
Rückverankerte aufgelöste Bohrpfahlwand (Tunnel Augustaburg).

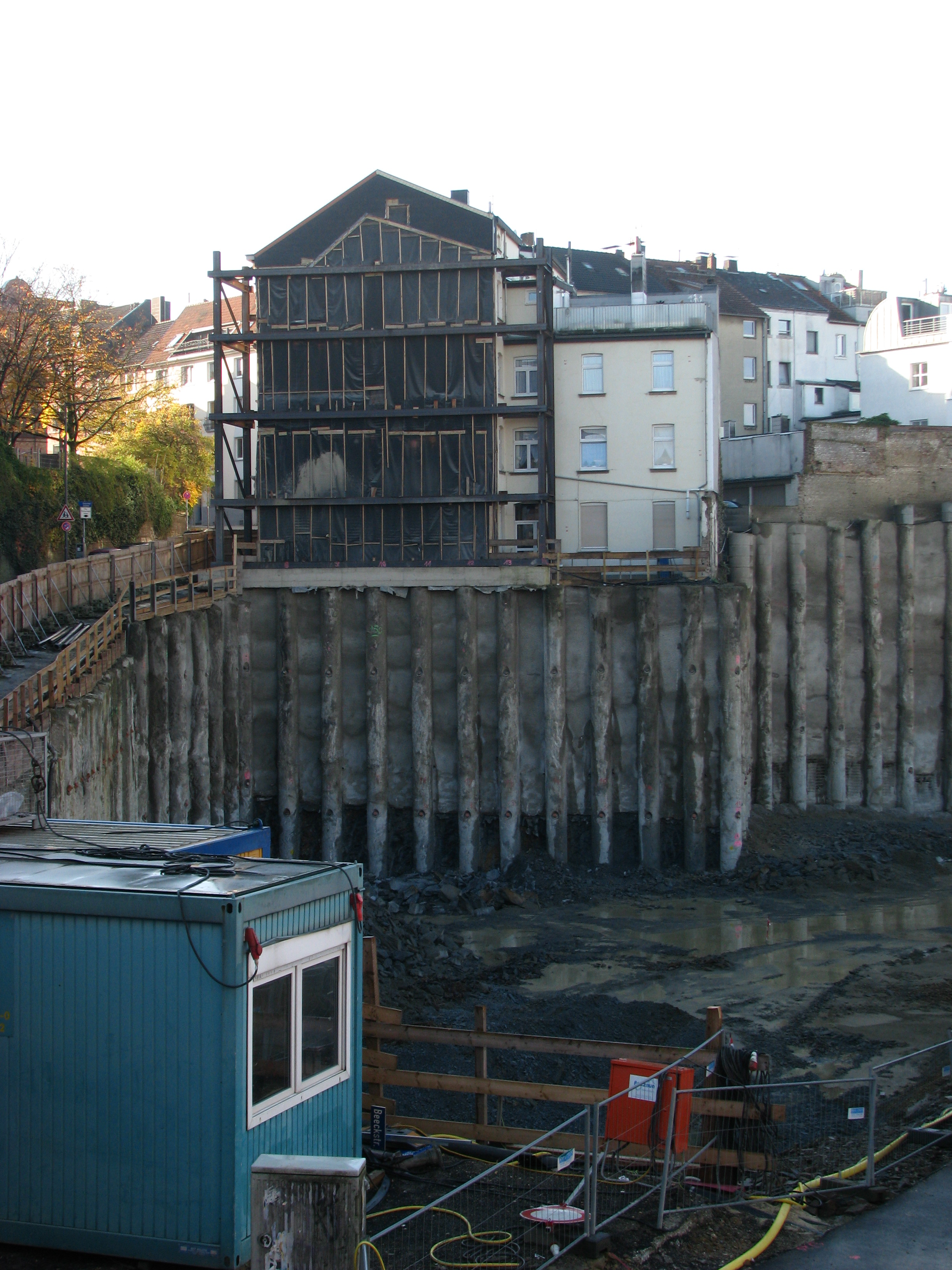
Bohrpfahlwand mit abgesichertem Haus – Aquis Plaza, Aachen

Eine Bohrpfahlwand wird im Tiefbau zur Sicherung eines (meist künstlichen) Geländesprungs errichtet wie den Wänden einer Baugrube; sie besteht aus vielen einzelnen bewehrten und unbewehrten Bohrpfählen aus Ortbeton.

## Herstellung
(1) Zunächst wird mit einem geeigneten Gerät (Rotationsbohrgerät, Greifer) ein Loch mit dem Durchmesser und der Tiefe des Pfahls hergestellt.
(2) Um den Verbruch des Bohrlochs zu verhindern, wird die Bohrung verrohrt ausgeführt (heute Standard) oder es kommt eine Stützflüssigkeit aus Bentonit zum Einsatz (hier gezeigt). Die Stützflüssigkeit wird laufend nachgefüllt, kompensiert den Erddruck und dichtet das Bohrloch ab. Bei anstehendem Grundwasser kann es vorkommen, dass trotz stützender Verrohrung der Boden von unten in die Bohrung eintreibt (hydraulischer Grundbruch). Um den Wasserdruck des anstehenden Grundwassers auszugleichen, kann mit Wasserauflast gebohrt werden. Das Bohrloch wird mit Wasser gefüllt. Der Wasserstand muss mindestens so hoch wie der Grundwasserstand im umliegenden Boden sein. Bei standfesten Böden (Fels) kann das Bohrloch auch unverrohrt und ungestützt ausgeführt werden.
(3) Ist die Endtiefe erreicht, wird der vorgefertigte Bewehrungskorb normalerweise in einem Stück eingehoben. Bei sehr langen Pfählen kann es auch erforderlich sein, die Pfahlbewehrung bis auf die erforderliche Länge aus mehreren Strängen zusammenzusetzen.
(4) Danach wird der Beton im Contractor-Verfahren eingefüllt: Ein Betonierrohr (Schüttrohr) wird in die Bohrung bis an den Pfahlfuß geführt. An der Unterkante tritt der Beton aus und schiebt Wasser, Schlamm und die Stützflüssigkeit nach oben. Der Betoniervorgang findet also von unten nach oben statt. So tritt keine Verunreinigung, Entmischung oder Verwässerung (Veränderung des w/z-Wertes) des Betons ein. Während des Betonierens wird die verdrängte Suspension laufend abgesaugt und recycelt, das Wasser und der Schlamm in der Bohrung laufen oben über die Bohrrohre aus.

## Ausführung
Nach der Anordnung der Pfähle unterscheidet man drei Arten von Bohrpfahlwänden.

### Überschnittene Bohrpfahlwand
Die überschnittene Bohrpfahlwand wird nach dem sogenannten Pilgerschrittverfahren hergestellt.
Bei dieser Ausführung ist der Achsabstand der Pfähle kleiner als der Pfahldurchmesser.
Zunächst werden die so genannten Primärpfähle (jeder zweite Pfahl) gebohrt und unbewehrt betoniert. Um die gleichmäßigen Bohrpfahlabstände einhalten zu können, wird zuerst eine Bohrschablone hergestellt, durch die die Pfähle dann gebohrt werden. Sie dient auch als Führung für die Sekundärpfähle. Die Verwendung einer Bohrschablone ist entsprechend VOB/C DIN 18303 (Abschnitt 3.2.2.2) obligatorisch.
Nach dem teilweisen Abbinden des Betons werden die dazwischen liegenden Sekundärpfähle gebohrt, wobei die Sekundär- in die Primärpfähle einschneiden. Die Sekundärpfähle werden bewehrt ausgeführt. Der Beton der Primärpfähle sollte noch nicht die volle Betonfestigkeit erreicht haben, damit er leichter überbohrt werden kann.
Die überschnittene Bohrpfahlwand soll undurchlässig gegen Grundwasser sein und kommt bei tiefen Baugruben im Grundwasser zur Anwendung. Bei komplett umschlossenen Baugruben muss das außen anstehende Grundwasser nicht abgesenkt werden, wenn die Pfahlwand nach unten dicht ist, das heißt in den Grundwasserstauer einbindet oder durch eine Dichtsohle nach unten ergänzt wird.

### Tangierende Bohrpfahlwand
Bei dieser Ausführung entspricht der Achsabstand der Pfähle genau dem Pfahldurchmesser, so dass diese sich tangieren (berühren). Es wird ein Pfahl neben den anderen gebohrt, und alle Pfähle werden bewehrt ausgeführt.
Tangierende Bohrpfahlwände werden nicht so häufig verwendet wie aufgelöste Bohrpfahlwände. Ihr Achsabstand ist gleich ihrem Durchmesser, sodass es keine Zwischenräume zwischen den Pfählen gibt. Diese Art von Wand hat eine höhere Tragfähigkeit als die aufgelöste Bohrpfahlwand und die Positionierung der Anker ist einfacher, da man auf Riegel verzichten kann. Ein Nachteil dieser Konstruktion ist der hohe Verbrauch an Beton. Die tangierende Bohrpfahlwand ist in der Regel nicht wasserundurchlässig, da durch die nachträglich gezogenen Bohrrohre kein absoluter Formschluss gewährleistet ist.

### Aufgelöste Bohrpfahlwand
Bei dieser Ausführung ist der Achsabstand der Pfähle größer als der Pfahldurchmesser. Zwischen den Pfählen verbleibt also ein Abstand, der meist mit Spritzbeton oder Injektionskörpern ausgefacht wird.

## Statik
Die Pfähle sind im Erdreich eingespannt und wirken daher als Kragarme. Bei großen Tiefen kann es erforderlich werden, die Bohrpfahlwand rückzuverankern. Dies geschieht mit Verpressankern, teilweise mit und auch ohne Gurtung. Je nach Einsatzzweck werden temporären Ankern oder Dauerankern verwendet. Gegenüberliegende Pfahlwände können auch mit Gurten und Steifen aus Stahl oder Stahlbeton gegeneinander abgesteift werden.

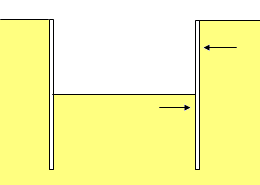
Statisches System der eingespannten Bohrpfahlwand

## Verwendung
Bohrpfahlwände werden dort eingesetzt, wo andere (durchwegs kostengünstigere) Baugrubenverbauten aufgrund der Belastungen oder der Tiefe nicht mehr möglich sind. Ein weiterer Grund für den Einsatz – insbesondere im innerstädtischen Bereich – ist die nahezu erschütterungsfreie Herstellung und die geringe Nachgiebigkeit des Verbaus. Die Bohrpfahlwand zählt zu den steifen Verbauarten und ermöglicht es auch, Lasten aus benachbarten Gebäuden, Verkehrsanlagen und sonstigen Lasten setzungsfrei neben tiefen Baugruben abzufangen. Mit den gängigen Bohrverfahren und deren richtigem Einsatz können Bohrpfahlwände in allen anstehenden Böden (Bodenklasse 1 – 7) und bei allen Grundwasserständen angewendet werden.
Die Bohrpfahlwand bleibt in der Regel dauerhaft im Boden und ist, im Gegensatz zu anderen Verbauarten wie Trägerbohlwand, Spundwand nicht wiederverwendbar.
Wirtschaftlich interessant wird die Bohrpfahlwand, wenn sie nicht nur als temporäre Baugrubensicherung verwendet, sondern dauerhaft in die Fundierung des Gebäudes einbezogen wird. Ebenfalls bietet sie sich für dauerhafte Sicherungsmaßnahmen wie Hangsicherungen oder Außenwände von Tiefgaragen an.